# Staffelbach (Große Laine)
Der Staffelbach ist neben dem als Hauptoberlauf angesehenen linken Glasbach der rechte Oberlauf der Großen Laine. Er entsteht in mehreren Gräben an den Südwesthängen der Glaswand und bei der Pessenbacher Schneid. Nach insgesamt etwa südsüdöstlichem Lauf mit zahlreichen Zuflüssen, von denen der vom Rabenkopf kommende rechte Walchgraben der mit Abstand längste ist, fließt er bei der Lainlalm mit dem aus dem Nordnordosten kommenden Glasbach zur Großen Laine zusammen, die etwa südwärts läuft.